# Küçükhisarlık, Bozkır
Küçükhisarlık là một xã thuộc huyện Bozkır, tỉnh Konya, Thổ Nhĩ Kỳ. Dân số thời điểm năm 2011 là 197 người.